# Кусин
Кусин (слч. Kusín) насељено је мјесто са административним статусом сеоске општине (слч. obec) у округу Михаловце, у Кошичком крају, Словачка Република.

## Становништво
| Година:    | 1994. | 2004.   | 2014.   | 2024.   |
| ---------- | ----- | ------- | ------- | ------- |
| Број људи: | 362   | 363     | 338     | 355     |
| Разлика:   |       | +0,27 % | -6,88 % | +5,02 % |

| Година:    | 2023. | 2024.   |
| ---------- | ----- | ------- |
| Број људи: | 364   | 355     |
| Разлика:   |       | -2,47 % |

Према подацима о броју становника из 2011. године насеље је имало 350 становника.